# Solenoide

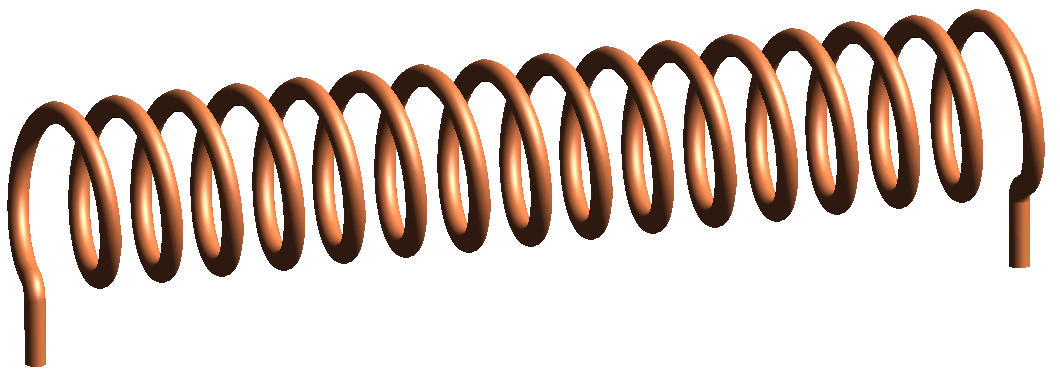
Ilustração de um solenoide

Um solenoide ( / s oʊ l ə n ɔɪ d  /, do Grego σωληνοειδής sōlēnoeidḗs) é um tipo de eletromagneto, cuja finalidade é gerar um campo magnético através uma bobina enrolada em uma hélice compactada. A bobina pode ser disposta de forma a produzir um campo magnético uniforme em um volume de espaço quando uma corrente elétrica passa por ela. O termo solenoide foi cunhado em 1823 por André-Marie Ampère para designar uma bobina helicoidal.
No estudo do electromagnetismo , um solenoide é uma bobina cujo comprimento é substancialmente maior do que seu diâmetro.  A bobina helicoidal de um solenoide não precisa necessariamente girar em torno de um eixo de linha reta; por exemplo, o eletroímã de William Sturgeon de 1824 consistia em um solenoide dobrado em forma de ferradura.

Campo magnético criado por um solenoide de sete circuitos (vista em seção transversal) descrito usando linhas de campo

Na engenharia, o termo também pode se referir a uma variedade de dispositivos transdutores que convertem energia em movimento linear. Em termos simples, um solenoide converte energia elétrica em trabalho mecânico. O termo também é frequentemente usado para se referir a uma válvula solenoide, um dispositivo integrado contendo um solenoide eletromecânico que atua tanto como uma válvula pneumática ou hidráulica ou um interruptor solenoide, que é um tipo específico de relé que usa internamente um solenoide eletromecânico para operar um interruptor elétrico; por exemplo, um solenoide de partida de automóvel ou solenoide linear. Parafusos solenoides, um tipo de mecanismo de travamento eletromecânico, também existe. Na tecnologia eletromagnética, um solenoide é um conjunto de atuadores com um êmbolo ferromagnético deslizante dentro da bobina. Sem energia, o êmbolo se estende por parte de seu comprimento fora da bobina; aplicar energia puxa o êmbolo para a bobina. Eletroímãs com núcleos fixos não são considerados solenoides.

## Solenoide contínuo infinito

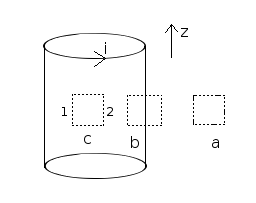
Figura 1: Um solenoide infinito com três arbitrárias loops de Ampère rotulados a, b, e c. A integração ao longo do caminho c demonstra que o campo magnético dentro do solenoide deve ser radialmente uniforme.

Um solenoide infinito tem comprimento infinito, mas diâmetro finito. "Contínuo" significa que o solenoide não é formado por bobinas discretas de largura finita, mas por muitas bobinas infinitamente finas sem espaço entre elas; nesta abstração, o solenoide é frequentemente visto como uma folha cilíndrica de material condutor.

### Dentro
O campo magnético dentro de um solenoide infinitesimalmente longo é homogêneo e sua força não depende da distância do eixo nem da área da seção transversal do solenoide.
Esta é uma derivação da densidade do fluxo magnético em torno de um solenoide que é longo o suficiente para que os efeitos de franja possam ser ignorados. Na Figura 1, sabemos imediatamente que o vetor de densidade de fluxo aponta na direção z positiva dentro do solenoide e na direção z negativa fora do solenoide. Confirmamos isso aplicando a regra da mão direita para o campo em torno de um fio. Se enrolarmos nossa mão direita em torno de um fio com o polegar apontando na direção da corrente, a curva dos dedos mostra como o campo se comporta. Como estamos lidando com um solenoide longo, todos os componentes do campo magnético que não apontam para cima se cancelam por simetria. Lá fora, ocorre um cancelamento semelhante, e o campo está apenas apontando para baixo.
Agora considere o loop imaginário c que está localizado dentro do solenoide. Pela lei de Ampère, sabemos que a integral de linha de B (o vetor de densidade de fluxo magnético) em torno deste loop é zero, uma vez que não inclui correntes elétricas (também pode-se assumir que o campo elétrico circuital que passa pelo loop é constante sob tais condições: uma corrente constante ou em constante mudança através do solenoide). Mostra-se acima que o campo está apontando para cima dentro do solenoide, então as porções horizontais do loop c não contribuem com nada para a integral. Assim, a integral do lado superior 1 é igual à integral do lado inferior 2. Uma vez que podemos alterar arbitrariamente as dimensões do loop e obter o mesmo resultado, a única explicação física é que os integrantes são realmente iguais, ou seja, o campo magnético dentro do solenoide é radialmente uniforme. Observe, porém, que nada o impede de variar longitudinalmente, o que de fato ocorre.

### Fora
Um argumento semelhante pode ser aplicado ao loop a para concluir que o campo fora do solenoide é radialmente uniforme ou constante. Este último resultado, que é estritamente verdadeiro apenas perto do centro do solenoide, onde as linhas de campo são paralelas ao seu comprimento, é importante porque mostra que a densidade do fluxo externo é praticamente zero, uma vez que os raios do campo fora do solenoide tenderão a infinidade.
Um argumento intuitivo também pode ser usado para mostrar que a densidade do fluxo fora do solenoide é realmente zero. As linhas de campo magnético existem apenas como loops, elas não podem divergir ou convergir para um ponto como as linhas de campo elétrico (ver a lei de Gauss para o magnetismo). As linhas do campo magnético seguem o caminho longitudinal do solenoide por dentro, então elas devem ir na direção oposta fora do solenoide para que as linhas possam formar um loop. No entanto, o volume fora do solenoide é muito maior do que o volume interno, então a densidade das linhas do campo magnético externas é bastante reduzida. Agora vale lembrar que o campo externo é constante. Para que o número total de linhas de campo seja conservado, o campo externo deve ir a zero conforme o solenoide fica mais longo.
Obviamente, se o solenoide for construído como uma espiral de fio (como geralmente é feito na prática), ele emana um campo externo da mesma forma que um único fio, devido à corrente que flui ao longo de todo o comprimento do solenoide.

## Descrição quantitativa

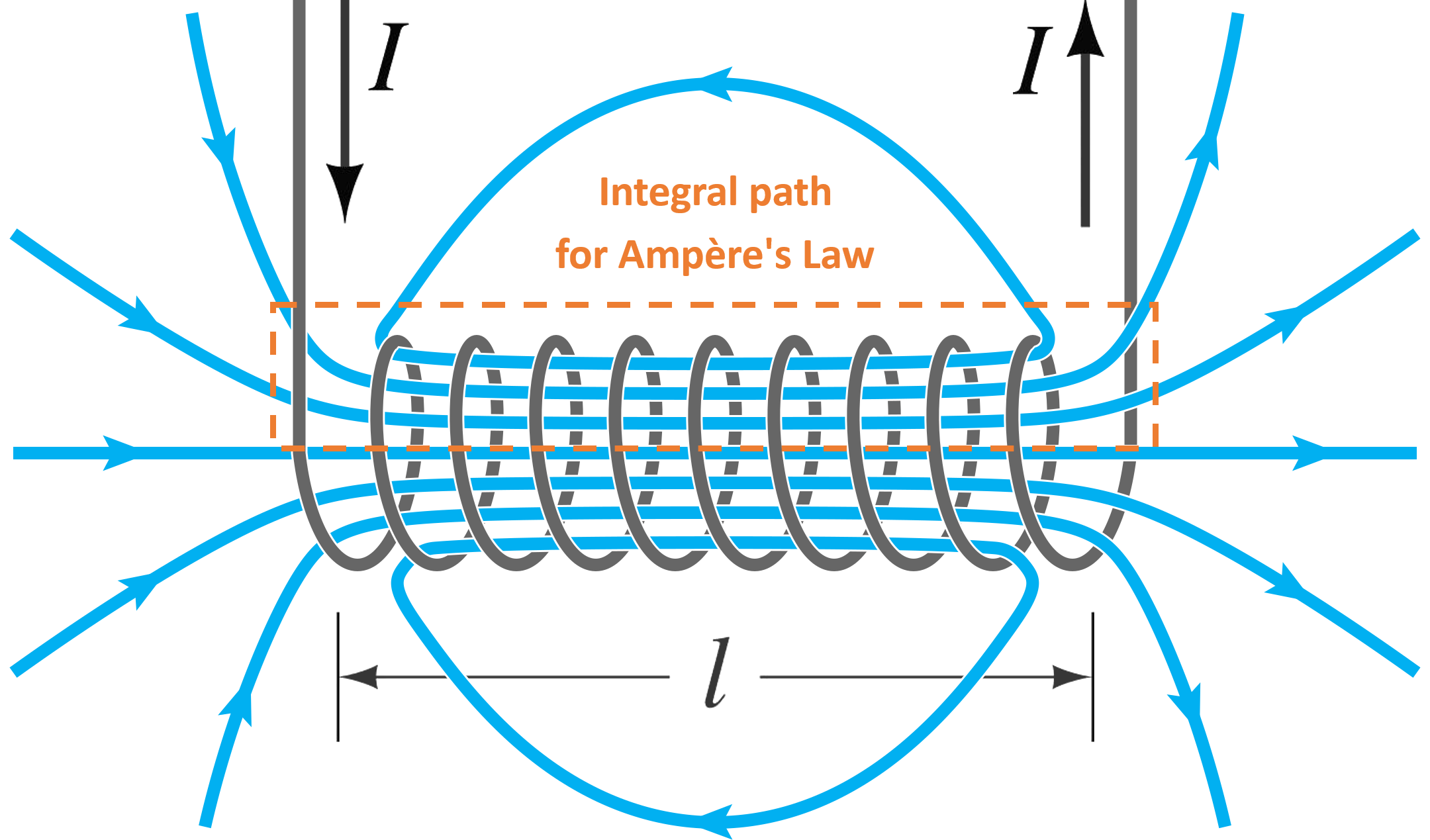
A imagem mostra como a Lei de Ampère pode ser aplicada a um solenoide.

Aplicando a Lei de Ampère para o solenoide, temos:
{\displaystyle Bl=\mu _{0}NI},
onde {\displaystyle B} é a densidade do fluxo magnético, {\displaystyle l} é o comprimento do solenoide, {\displaystyle \mu _{0}} é a Constante magnética, {\displaystyle N} é o número de voltas e {\displaystyle I} a corrente. A partir disso conseguimos:
{\displaystyle B=\mu _{0}\left({\frac {N}{l}}\right)I}.
Esta equação é válida para um solenoide no espaço livre, o que significa que o caminho de sua permeabilidade magnética é a mesma do vácuo, {\displaystyle \mu _{0}}.
Se o solenoide é imerso em um material com permeabilidade relativa {\displaystyle \mu _{r}}, então seu campo é acrescido por esta montante:
{\displaystyle B=\mu _{0}\mu _{r}{\frac {NI}{l}}} .
A inclusão de um núcleo ferromagnético, como ferro, aumenta a magnitude de densidade do fluxo do campo magnético no solenoide e aumenta a sua permeabilidade efetiva no caminho magnético. Isso pode ser expressado pela fórmula:
{\displaystyle B=\mu _{0}\mu _{ef\mathbb {f} }{\frac {NI}{l}}=\mu {\frac {NI}{l}}},
onde {\displaystyle \mu _{ef\mathbb {f} }} é a permeabilidade efetiva ou aparente do núcleo. A permeabilidade efetiva é uma função das propriedades geométricas do núcleo e sua permeabilidade relativa. Os termos permeabilidade relativa (uma propriedade apenas do material) e permeabilidade efetiva (uma propriedade da estrutura como um todo) são comumente confundidas; elas podem diferir por várias ordens de magnitude.
Para uma estrutura magnética aberta, a relação entre a permeabilidade efetiva e relativa segue a equação:
{\displaystyle \mu _{ef\mathbb {f} }={\frac {\mu _{r}}{1+k(\mu _{r}-1)}}},
onde {\displaystyle k} é a desmagnetização fatorial do núcleo.

## Solenoide finito e contínuo

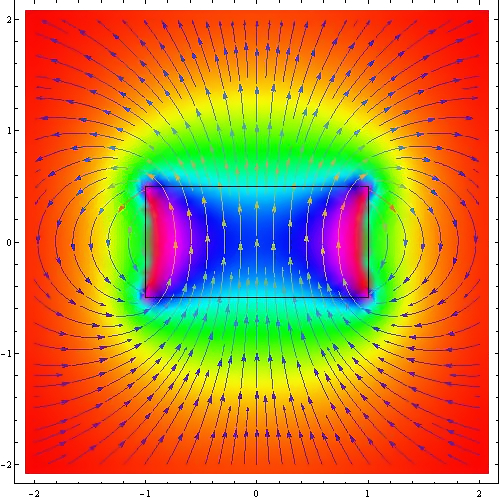
linhas de um campo magnético e densidade criada por um solenoide com superfície de densidade de corrente

Um solenoide finito é um solenoide com uma extensão limitada. Contínuo implica que este mesmo não é formado por espiras,mas sim por uma folha de material condutor. 
Assumindo uma corrente uniformemente distribuída na superfície de um solenoide cuja Densidade de corrente vale {\displaystyle k}, em coordenadas cilíndricas:
{\displaystyle {\vec {K}}={\frac {I}{l}}{\hat {\phi }}}.
O campo magnético pode ser encontrado utilizando o vetor potencial, que para um solenoide finito de raio {\displaystyle R} e comprimento {\displaystyle l} em coordenadas cilíndricas {\displaystyle (\rho ,\phi ,{\mathcal {z}})} é:
{\displaystyle A_{\phi }={\frac {\mu _{0}I}{4\pi }}{\frac {1}{l}}{\sqrt {\frac {R}{\rho }}}\left[\zeta k\left({\frac {k^{2}+h^{2}-h^{2}k^{2}}{h^{2}k^{2}}}K(k^{2})-{\frac {1}{k^{2}}}E(k^{2})+{\frac {h^{2}-1}{h^{2}}}\Pi (h^{2},k^{2})\right)\right]_{\zeta _{-}}^{\zeta _{+}},}onde:
{\displaystyle \zeta _{\pm }=z\pm {\frac {l}{2}},}
{\displaystyle h^{2}={\frac {4R\rho }{(R+\rho )^{2}}},}
{\displaystyle k^{2}={\frac {4R\rho }{(R+\rho )^{2}+\zeta ^{2}}},}
{\displaystyle K(m)=\int _{0}^{\pi /2}{\frac {1}{\sqrt {1-m\operatorname {sen} ^{2}\theta }}}d\theta ,}
{\displaystyle E(m)=\int _{0}^{\pi /2}{\sqrt {1-m\operatorname {sen} ^{2}\theta }}d\theta ,}
{\displaystyle \Pi (n,m)=\int _{0}^{\pi /2}{\frac {1}{(1-n\operatorname {sen} ^{2}\theta ){\sqrt {1-m\operatorname {sen} ^{2}\theta }}}}d\theta .}
aqui, {\displaystyle K(m)}, {\displaystyle E(m)} e {\displaystyle \Pi (n,m)} são Integrais elípticas completas de primeira, segunda e terceira ordem.
Usando
{\displaystyle {\vec {B}}=\nabla \times {\vec {A}},}
o fluxo de densidade do campo magnético é obtido a medida de
{\displaystyle B_{\rho }={\frac {\mu _{0}I}{4\pi }}{\frac {2}{l}}{\sqrt {\frac {R}{\rho }}}\left[{\frac {k^{2}-2}{k}}K(k^{2})+{\frac {2}{k}}E(k^{2})\right]_{\zeta _{-}}^{\zeta _{+}},}
{\displaystyle B_{z}={\frac {\mu _{0}I}{4\pi }}{\frac {1}{l}}{\frac {1}{\sqrt {R\rho }}}\left[\zeta k\left(K(k^{2})+{\frac {R-\rho }{R+\rho }}\Pi (h^{2},k^{2})\right)\right]_{\zeta _{-}}^{\zeta _{+}}.}
No eixo de simetria, o componente radial desaparece e o campo axial componente é:
{\displaystyle B_{z}={\frac {\mu _{0}NI}{2}}{\Biggl (}{\frac {l/2-z}{l{\sqrt {R^{2}+(l/2-z)^{2}}}}}+{\frac {l/2+z}{l{\sqrt {R^{2}+(l/2+z)^{2}}}}}{\Biggr )}}
Dentro do solenoide, longe das extremidades vale ({\displaystyle |z|\ll l/2-R}), essa tendência leva ao valor da constante {\displaystyle B=\mu _{0}NI/l}.